# Knowledge Based Engineering
Pour les articles homonymes, voir KBE.
Le Knowledge Based Engineering (KBE, en français Conception à Base de Connaissance) est une discipline d'ingénierie initiée dans les années 1990 associant un système à base de connaissances à un système de conception assistée par ordinateur.
Les applications logicielle de KBE sont des applications métier destinées à centraliser tout le savoir-faire concernant la conception d'un produit ou d'un process donné.